# Sypilus boeroi
Sypilus boeroi é uma espécie de coleóptero da tribo Anoplodermatini (Anoplodermatinae); que se distribui apenas na Argentina.